# Itxassou
Itxassou – miejscowość i gmina we Francji, w regionie Nowa Akwitania, w departamencie Pireneje Atlantyckie.
Według danych na rok 1990 gminę zamieszkiwały 1563 osoby, a gęstość zaludnienia wynosiła 40 osób/km² (wśród 2290 gmin Akwitanii Itxassou plasuje się na 273. miejscu pod względem liczby ludności, a pod względem powierzchni na miejscu 182.).